# شراهة شرب الكحوليات
شراهة شرب الكحوليات أو الافراط في معاقرة الكحوليات هي إحدى السمات الحديثة لشرب المشروبات الكحولية بقصد السُكر أو ما يُعرف طبيًا بالتسمم الكحولي عن طريق شرب الكحول بنهم على مدى فترة زمنية قصيرة، ولكن تختلف التعريفات في ذلك اختلافًا كبيرًا.
يعتبر شرب المشروبات الكحولية بشراهة أسلوبًا شائعًا في العديد من البلدان حول العالم، ويتداخل إلى حد ما مع الشرب الاجتماعي نظرًا لأنه يتم في مجموعات. بيد أن درجة التسمم تختلف بين الثقافات المختلفة التي تشارك في هذه الممارسة. يمكن أن تحدث شراهة الشرب على مدار ساعات، أو قد تصل إلى عدة أيام، أو حتى لأسابيع في حالة إساءة التعاطي الممتد. وبسبب تأثيرات الكحول طويلة الأمد، يُعتبر شرب المشروبات الكحولية مشكلة صحية عامة رئيسية.
يرتبط شرب الخمر مع حدوث أضرار اجتماعية كبيرة، بالإضافة للتكاليف الاقتصادية وكذلك زيادة عبء المرض. تنتشر شراهة الشرب عند الرجال أكثر من النساء خلال فترة المراهقة وسن البلوغ. يرتبط الإفراط في شرب الكحول بشكل منتظم مع تأثيرات ضارة على الجهاز العصبي والقلب، والجهاز الهضمي، والدم، والمناعة، والجهاز العضلي الهيكلي وكذلك زيادة خطر الاضطرابات النفسية الناجمة عن الكحول. وجدت مراجعة في الولايات المتحدة أن ما يصل إلى ثلث المراهقين يشربون بشراهة، مع وجود نسبة تُقدّر بحوالي 6% تصل إلى عتبة وجود اضطراب تعاطي المخدرات ذات الصلة بتعاطي الكحوليات. كما وُجد أن حوالي واحد من كل 25 امرأة يشربون بشراهة أثناء الحمل، مما يمكن أن يؤدي إلى متلازمة الجنين الكحولي. يرتبط الإفراط في شرب الخمر أثناء فترة المراهقة بحوادث المرور وأنواع أخرى من الحوادث والسلوك العنيف والانتحار. كلما أفرط الطفل أو المراهق في تعاطي الكحوليات بشراهة وكلما صغر سنه، كلما زادت عُرضته للإصابة باضطراب تعاطي الكحول بما في ذلك إدمان الكحول. يستهلك عدد كبير من المراهقين الذين يتعاطون المشروبات الكحولية أيضًا موادًا أخرى تؤثر على العقل كالمخدرات وغيرها.

## المجتمع والثقافة
يكلف شرب الكحوليات الاقتصاد البريطاني حوالي 20 مليار جنيه إسترليني سنويًا، كما يُقدر أن 17 مليون يوم عمل تضيع بسبب مخلفات الطعام والأمراض المرتبطة بالمشروبات الكحولية كل عام. تقدر تكلفة الشرب بشراهة لأرباب العمل بنحو 6.4 مليار جنيه إسترليني في السنة، ويُقدر أن تكلفة الخدمة الصحية الوطنية جراء ذلك تبلغ 2.7 مليار جنيه استرليني. تم التوصية باتخاذ إجراء عاجل لفهم ثقافة الشراهة وأسبابها المرضية والمتسببات في حدوثها، وقد تم اتخاذ إجراءات عاجلة لتثقيف الناس فيما يتعلق بمخاطر الشرب بشراهة.
أصدر مراكز مكافحة الأمراض واتقائها دراسة في أكتوبر 2011 أظهرت أن شرب الخمر في الولايات المتحدة يكلف المجتمع 223 مليار دولار في السنة، والتي تبلغ 2 دولار لكل شراب. تشمل هذه التكاليف تكاليف الرعاية الصحية للأمراض المرتبطة بتعاطي الكحول، بما في ذلك تليف الكبد وفقدان إنتاجية العمل وتلف الممتلكات بسبب القيادة في حالة سُكر والنفقات المتعلقة بالأعمال الإجرامية. وبشكل عام، يقود 11.9% من الذين يشربون بشراهة أثناء أو في غضون ساعتين من بدأهم الشرب بشراهة. ويمثل أولئك الذين يشربون الخمر في المؤسسات المرخصة (الحانات والنوادي والمطاعم) 54.3% من تلك الفئة. وشملت عوامل الخطر المستقلة الهامة للقيادة بعد الشرب بنهم جنس الذكور (AOR = 1.75)؛ حيث تتراوح أعمارهم بين 35 و54 عامًا أو 55 عامًا مقارنةً بما بين 18 و34 عامًا (AOR = 1.58 و2.37 على التوالي)؛ والشرب في الحانات أو الأندية مقارنة بالشرب في المنزل (AOR = 7.81). يستهلك السائقون الذين يشربون الكحول بشراهة في مؤسسات مرخصة ما معدله 8.1 مشروب، و 25.7% منهم يستهلكون مشروبات 10مشروبات أو أقل.

## اختلافات الجنس
تصاب النساء بالتسمم الكحولي بسرعة أكبر من الرجال؛ حيث يرتفع تركيز الكحول في الدم لديهن بشكل أكبر. يحدث هذا الاختلاف في التأثير حتى عندما يكون وزن جسم المرأة واستهلاكها للكحول متساويين مع وزن الرجل. وبسبب هذه التناقضات، تميل النساء في سن الكلية إلى تجربة الشرب بشراهة في سن أصغر من نظرائهن من الرجال.
لا يوجد مستوى آمن معروف لاستهلاك الكحول سواء عند محاولة الحمل أو أثناء الحمل. فمع وصمة تعاطي الكحول - لا سيما في حالة النساء الحوامل - يُنادي البعض ببرامج لعلاج معاقرة الكحول وعلى تقديم وسائل منع الحمل للنساء المنخرطات في الجنس، من أجل منع حدوث متلازمة الجنين الكحولي.

## فهارس
- "College Students and Drinking". No. 29 PH 357. National Institute on Alcohol Abuse and Alcoholism. يوليو 1995. مؤرشف من الأصل في 2019-06-08.
- Dowdall، George W. (2009). College Drinking: Reframing a Social Problem. Westport, Conn: Praeger. ISBN:978-0-275-99981-0.
- MacLachlan، Malcolm؛ Smyth، Caroline (2004). Binge Drinking and Youth Culture: Alternative Perspectives. Dublin: Liffey Press. ISBN:978-1-904148-42-5. مؤرشف من الأصل في 2020-08-01.
- Marczinski، Cecile A.؛ Grant، Estee C.؛ Grant، Vincent J. (2009). Binge Drinking in Adolescents and College Students. Hauppauge, NY: Nova Science. ISBN:978-1-60692-037-4.
- Tan، Andy Soon Leong (2012). "Through the Drinking Glass: an Analysis of the Cultural Meanings of College Drinking". Journal of Youth Studies. ج. 15 ع. 1: 119–142. DOI:10.1080/13676261.2011.630997.
- Walters، Scott T.؛ Baer، John S. (2006). Talking with College Students About Alcohol: Motivational Strategies for Reducing Abuse. New York: Guilford Press. ISBN:978-1-59385-222-1.
- Wechsler، Henry؛ Wuethrich، Bernice (2002). Dying to Drink: Confronting Binge Drinking on College Campuses. Emmaus, Pa.: Rodale. ISBN:978-1-57954-583-3.